# König Karl-Stiftung für die Angehörigen der Württembergischen Postverwaltung
Die nach Karl benannte König Karl-Stiftung für die Angehörigen der Württembergischen Postverwaltung wurde aus dem Anteil Württembergs an den Überschüssen aus der Verwaltung der französischen Landesposten durch die Reichspostverwaltung während des Deutsch-Französischen Krieges 1870/71 gegründet. Die Stiftung mit Sitz in Berlin sollte die Wohlfahrt der Angehörigen der Württembergischen Postverwaltung fördern und ihnen sowie ihren Hinterbliebenen Unterstützung gewährte. Die Satzungen der Stiftung glichen denjenigen der Kaiser Wilhelm-Stiftung für die Angehörigen der deutschen Reichs-Postverwaltung.